# Paradrymonia vittata
Paradrymonia vittata är en fjärilsart som beskrevs av Otto Staudinger 1892. Paradrymonia vittata ingår i släktet Paradrymonia och familjen tandspinnare. Inga underarter finns listade i Catalogue of Life.